# Jules Ferry (1905)
El Jules Ferry fue un crucero acorazado de la Marina Francesa de la Clase Léon Gambetta. Recibió su nombre en honor al político, abogado y periodista francés Jules Ferry.

## Botadura
Fue botado en agosto de 1903 en los astilleros de Lorient, en Francia, y entró en servicio en septiembre de 1905.

## Historia operacional
Tras su alistamiento, el Jules Ferry pasó a formar parte de la 2ª División de Cruceros en el Mediterráneo, participando en la Primera Guerra Mundial en ese teatro de operaciones.
Fue dado de baja en 1927, y vendido para desguace al año siguiente.

## Véase también

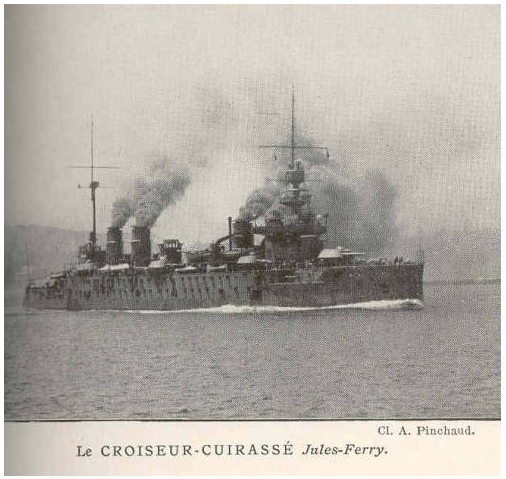
Otra imagen del crucero acorazado Jules Ferry.